# Lielupe
Lielupe (în germană Kurländische Aa; numele său în letonă înseamnă râu mare) este un râu din Letonia, cu o lungime de 119 km și un bazin de 17600 km². El se formează prin confluența râurilor Mēmele și Mūsa (care izvorăsc în Lituania) lângă Bauska, în Letonia, trece prin provinciile istorice Semigalia (letonă Zemgale) și Curlanda (letonă Kurzeme). Pe ultima parte a cursului său inferior, râul curge paralel cu coasta și foarte aproape de aceasta, astfel încât orașul Jūrmala se întinde pe o distanță de 30 km între râu și mare. Lângă Babīte, râul se desparte în două brațe: brațul principal se varsă în Golful Riga al Mării Baltice, în timp ce brațul Buļļupe (în germană Kurische Aa) continuă să curgă paralel cu coasta și se varsă în fluviul Daugava.
Lielupe este navigabil pe o distanță de 100 km. Orașele mai mari traversate de râu sunt Bauska, Mežotne, Jelgava, Kalnciems și Jūrmala.